# Ignațiu Darabant

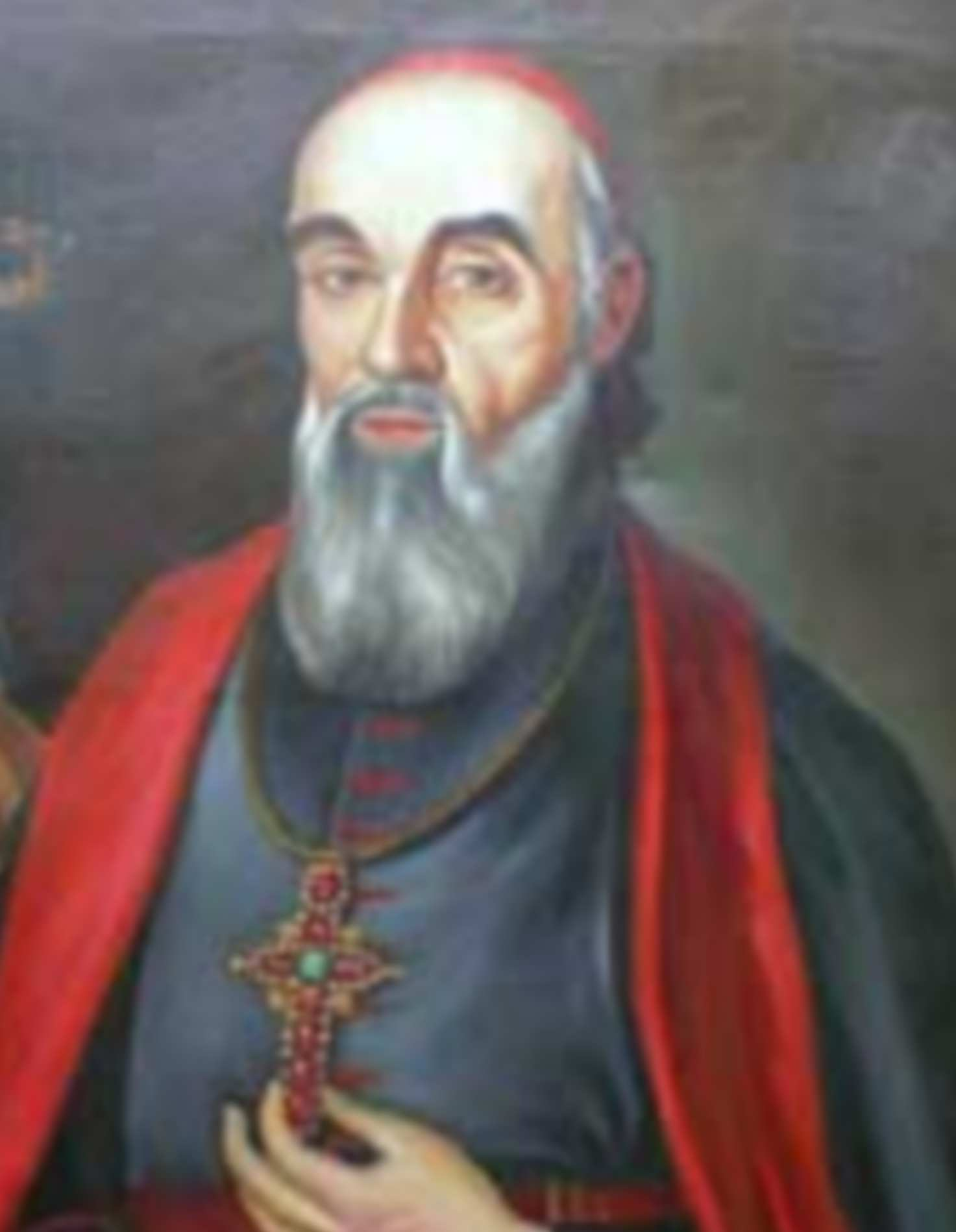
Ignațiu Darabant

Ignațiu Darabant, uneori Ignație Darabant, Dorobant sau Darabanth, (n. octombrie 1738, Vicea, după alte surse Mineu - d. 31 octombrie 1805, Oradea) a fost episcop român unit de Oradea, promotor al emancipării românilor prin cultură, coautor al petiției Supplex Libellus Valachorum, fondator al seminarului diecezan și al Catedralei Sf. Nicolae din Oradea.

## Viața
După pensionarea episcopului Grigore Maior în 1782 a condus Episcopia de Făgăraș (cu sediul la Blaj) în mod interimar, până la alegerea noului episcop. În sinodul electoral din 12 august 1782 s-a situat pe primul loc, cu 63 de voturi, fiind susținut de călugării bazilieni, el însuși fiind călugăr bazilian. Împăratul însă l-a numit în funcție pe al treilea clasat, Ioan Bob (preot de mir) care întrunise 37 de voturi.
Ulterior, după ce a devenit episcop de Oradea Mare, Ignațiu Darabant l-a sprijinit pe Gheorghe Șincai, care a trebuit să părăsească Blajul, în urma conflictului cu episcopul Bob. În primăvara anului 1796 i-a dat lui Gheorghe Șincai 20 de galbeni, bani de cheltuială pentru o călătorie la Viena.

## Bibliografie

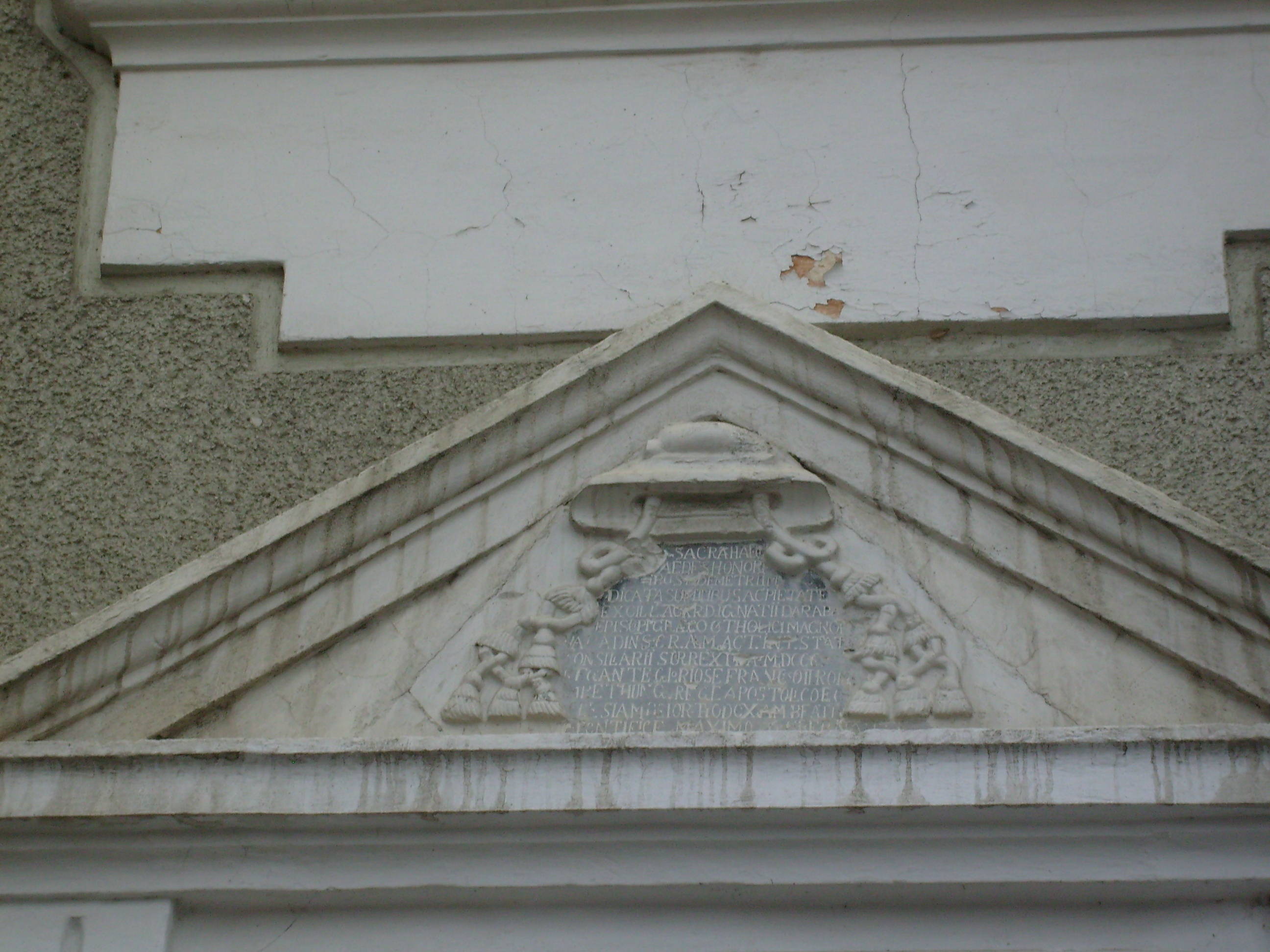
Pisania Bisericii Sf. Dumitru din Beiuș, cu blazonul episcopului Darabant (pălăria episcopală catolică)

## Galerie de imagini

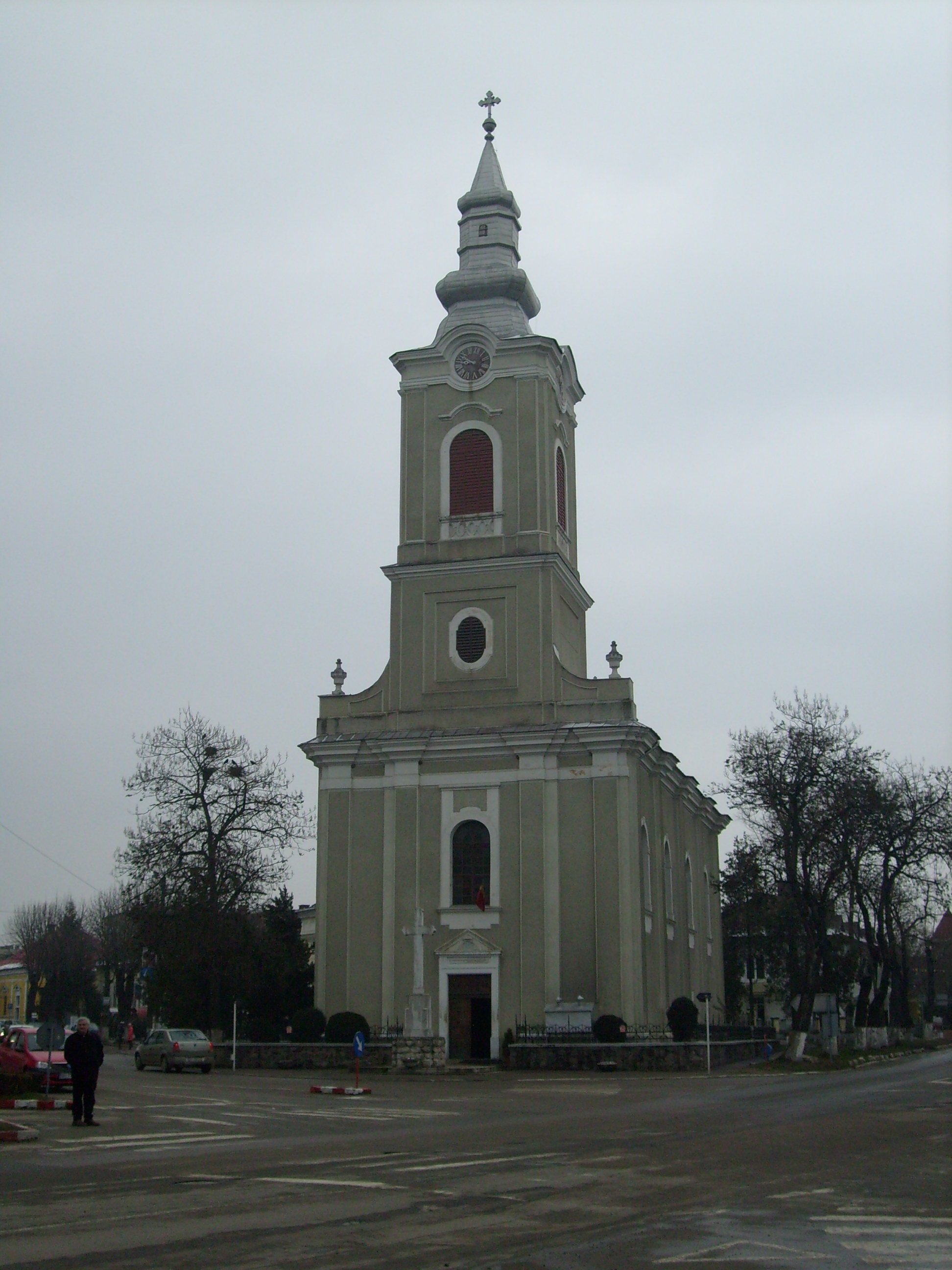
Biserica Sf. Dumitru din Beiuș, ctitoria episcopului (sfințită în anul 1800)
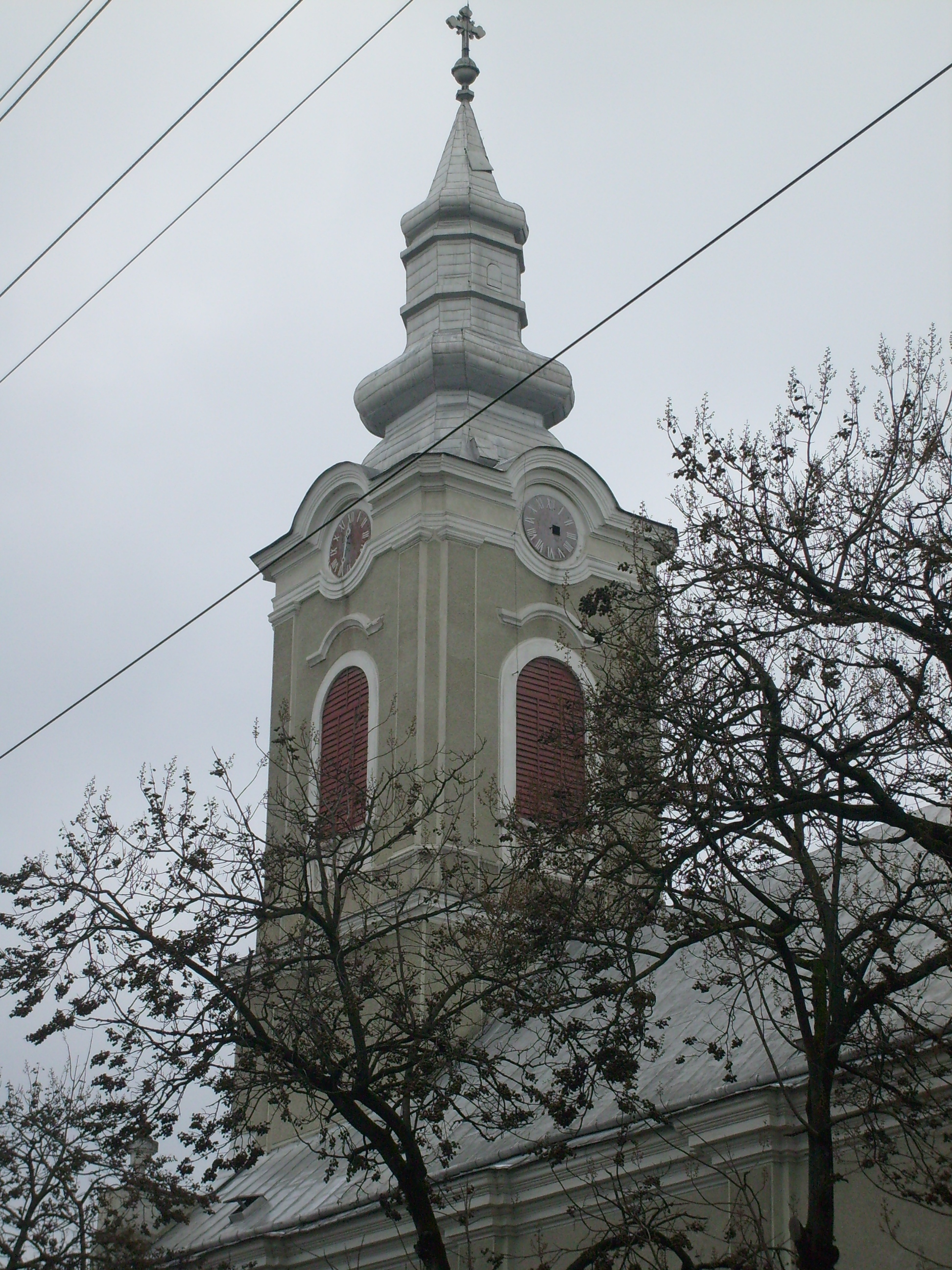
Turnul baroc (vedere dinspre Colegiul Național Samuil Vulcan)